# Лейди Виктория Хърви
Вижте пояснителната страница за други личности с името Виктория.
Лейди Виктория Фредерика Изабела Хърви (на английски: Lady Victoria Hervey) е английски модел, аристократ и светска лъвица.

## Ранни години
Лейди Виктория е голямата дъщеря на 6-ия маркиз на Бристол и третата му съпруга Ивон Мари Сътън. Тя е сестра на Лейди Изабела Хърви.
До двегодишна възраст отраства в семейното имение в Съфолк преди родителите и да изберат данъчните облекчения в Монако. Завършва частната гимназия „Бенендън“, след което работи в редица рекламни агенции в Лондон.

## Личен живот
Макар и необвързана, тя е имала връзка с бившия пилот от Формула 1 Дейвид Култард, както и с члена на бойбандата Бойзоун Шейн Линч.